# Eluma tuberculata
Eluma tuberculata är en kräftdjursart som beskrevs av Cruz 1991. Eluma tuberculata ingår i släktet Eluma och familjen klotgråsuggor. Inga underarter finns listade i Catalogue of Life.